# Guttigadus squamirostre
Guttigadus squamirostre är en fiskart som först beskrevs av Trunov, 1990.  Guttigadus squamirostre ingår i släktet Guttigadus och familjen Moridae. Inga underarter finns listade i Catalogue of Life.